# 챈의 실종
챈의 실종(Chan Is Missing)은 미국에서 제작된 웨인 왕 감독의 1982년 영화이다. 우드 모이 등이 주연으로 출연하였고 웨인 왕 등이 제작에 참여하였다.

## 출연

### 주연
- 우드 모이
- 로린 츄